# 元順 (濮陽王)
元 順（げん じゅん、生没年不詳）は、北魏・西魏の皇族。濮陽王。字は敬叔。

## 経歴
北魏の城陽公元盛（拓跋忠の子）の子として生まれた。弓射を得意とし、華林園で射戯をおこなったとき、百歩の外から酒杯を射貫いたため、孝武帝に賞された。534年（永熙3年）、左衛将軍として孝武帝に従って入関した。濮陽王に封じられ、侍中に任じられた。孝武帝が死去すると、その死を秘して喪を発しなかった。広平王元賛を皇嗣に推す朝臣が多かったが、元順は元賛が帝位につくのはふさわしくないと宇文泰に泣いて訴え、宇文泰が賛同したため、南陽王元宝炬（文帝）が帝位についた。元順は中尉となり、行雍州事をつとめた。後に開府儀同三司の位を加えられ、秦州刺史となった。
子に元偉があった。

## 伝記資料
- 『周書』巻38 列伝第30
- 『北史』巻15 列伝第3